# Universal (musikalbum)
Universal är det norska black metal-bandet Trolls tredje fullängds studioalbum från 2001.

## Låtlista
1. "Intro: My Sulphur Lover" – 4:53
2. "Rex Lamictal" – 4:33
3. "Sannhetens plagiat" – 3:59
4. "President Besters Alimony" – 3:48
5. "Intermission 666" – 4:25
6. "Entering the Fluid Oxygen" – 3:35
7. "Color of Evil" – 3:35
8. "Fields of a New Sun" – 2:43
9. "Outro: Please the Pain" – 4:20

- Musik: Nagash (Stian André Arnesen)
- Text: Sinister Minister Twice

## Medverkande musiker
Troll
- Nagash – gitarr
- Sinister Minister Twice – sång
- Hellhammer (Jan Axel Blomberg) – trummor
- Amon-D (Amund Svensson) – keyboard, sampling
- Sensei Ursus Major (Bjørn Boge) – basgitarr

Produktion
- Sensei Ursus Major – producent, ljudtekniker, mixning
- Neon Heart Inc. – mastring
- Sinister Minister Twice – omslagsdesign
- Pedro Prod – foto

### Fotnoter
1. ↑  ”Universal” (på engelska). Discogs. 12 mars 2001. https://www.discogs.com/Troll-Universal/master/825734. Läst 20 oktober 2016.